# Bellou-sur-Huisne
 (février 2019).
Pour les articles homonymes, voir Bellou (homonymie) et Huisne.
Bellou-sur-Huisne est une ancienne commune française, située dans le département de l'Orne en région Normandie. Le 1er janvier 2016, elle a fusionné au sein de Rémalard en Perche, regroupant les trois communes voisines : Bellou-sur-Huisne, Rémalard et Dorceau.
Ses habitants sont appelés les Belluviens.
Elle fait partie de la communauté de communes Cœur du Perche et est membre depuis l'origine du parc naturel régional du Perche.

## Géographie

### Localisation et communes limitrophes
| Maison-Maugis (comm. nouv. de Cour-Maugis-sur-Huisne), Saint-Maurice-sur-Huisne (comm. nouv. de Cour-Maugis-sur-Huisne) | Boissy-Maugis (comm. nouv. de Cour-Maugis-sur-Huisne) | Rémalard (comm. nouv. de Rémalard-en-Perche)                          |
| Saint-Maurice-sur-Huisne (comm. nouv. de Cour-Maugis-sur-Huisne), Colonard-Corubert (comm. nouv. de Perche-en-Nocé)     | Bellou-sur-Huisne                                     | Rémalard (comm. nouv. de Rémalard-en-Perche), Saint-Germain-des-Grois |
| Nocé (comm. nouv. de Perche-en-Nocé)                                                                                    | Verrières                                             | Verrières                                                             |

### Paysages naturels
L'utilisation du territoire de la commune de Bellou-sur-Huisne est essentiellement agricole.
De petits bois parsèment la commune, contribuant au maintien d'une « vie sauvage » : chevreuils, sangliers, petit gibier.

### Hydrographie
La rivière Huisne constitue la limite nord de la commune : elle attire les pêcheurs en saison, et la pratique du canoë-kayak se fait en hautes eaux. De nombreux affluents en amont, descendant les collines du Perche lui assurent un régime abondant.

### Voies de communication et transport
L'ancienne voie ferrée Condé-sur-Huisne - Alençon, à l'abandon depuis 30 ans environ, suit le cours de l'Huisne. Elle est transformée en voie verte depuis 2010, axe de développement touristique pour les marcheurs, les vététistes, cavaliers, etc.
Les routes principales qui traversent la commune sont des routes départementales, entretenues par le conseil départemental. L'entretien de la voirie communale dépend de la communauté de communes Coeur du Perche .
Les bus départementaux (Cap'Orne) s'arrêtent à Rémalard-en-Perche, pour desservir Mortagne-au-Perche ou les gares SNCF de Condé-sur-Huisne (Sablons sur Huisne) (61) et Nogent-le-Rotrou (28).
Les gares SNCF les plus proches sont Condé-sur-Huisne (61) et Nogent-le-Rotrou (28). Ces stations et la ligne dépendent de la Région Centre. Une halte SNCF subsiste à Bretoncelles (61).
Plusieurs sociétés de taxi-ambulance existent à Rémalard-en-Perche, Bretoncelles, Mortagne-au-Perche ou Nogent-le-Rotrou. Elles permettent d'accéder aux principaux centres de soins des environs (Chartres, Le Mans, Caen).

## Urbanisme
La commune était couverte par un plan d'occupation des sols (POS) qui a été révisé et transformé en plan local d'urbanisme (PLU), ce qui a rendu à l'urbanisation quelques parcelles du bourg (3 pavillons). Une partie du PLU concerne la protection des paysages et celle du bourg . Le document est consultable en mairie de Rémalard-en-Perche.

### Logement
Les résidences principales représentaient 68,5 % des logements à Bellou-sur-Huisne, taux stable depuis 2006 ; elles sont occupées dans 80,9 % des cas par leurs propriétaires. On dénombre 9,2 % de logements vacants et 22,3 % de résidences secondaires.
Sur les 207 résidences secondaires recensées à Bellou-sur-Huisne en 2011, 144 avaient été construites avant 1946, 54 entre 1946 et 1990 et seulement 10 entre 1990 et 2008.

## Toponymie
Le nom de la localité est attesté sous la forme Belou en 1195.
Le toponyme pourrait être issu du gaulois/bas latin berula, « berle, cresson ». Suffixé d'-avum, il indiquerait la présence de ces plantes en ce lieu,.

## Histoire

### Le siège de Rémalard
Lors du siège de Rémalard en 1077, Guillaume le Conquérant fit élever plusieurs mottes défensives sur le territoire actuel de la commune de Bellou-sur-Huisne : l'une sur le site de la Butte (sud-est), et l'autre probablement à la Coudorière (sortie Ouest de Bellou), coupée en deux vers 1870 par la nouvelle route de Bellême. D'autres mottes ont dû exister au Chatelier (Rémalard) et à Beauregard (Dorceau).

## Politique et administration

### Liste des maires
| Période       | Période                               | Identité         | Étiquette | Qualité     |
| ------------- | ------------------------------------- | ---------------- | --------- | ----------- |
| octobre 1965  | mars 1977                             | Pierre Germette  | SE        | Agriculteur |
| mars 1977     | mars 2001                             | Alain Vallée     | SE        | Vétérinaire |
| mars 2001     | octobre 2004                          | Louis Raymond    | SE        | Retraité    |
| novembre 2004 | mars 2008                             | Philippe Lemaire | SE        | Agriculteur |
| mars 2008     | décembre 2015 voir Rémalard-en-Perche | Claude Lefèvre   | SE        | Retraité    |

Le conseil municipal était composé de onze membres dont le maire et deux adjoints, réduit à seul adjoint depuis l'été 2014. Le conseil municipal a fusionné avec ceux de Dorceau et de Rémalard le 1er janvier 2016, au sein de Rémalard-en-Perche.

### Commune nouvelle de Rémalard-en-Perche
La commune de Bellou-sur-Huisne a fusionné au 1er janvier 2016 avec les communes de Rémalard et Dorceau au sein de la commune nouvelle de Rémalard-en-Perche.
Le projet prioritaire semble être de bénéficier d'un taux d'aide plus favorable pour rénover le système d'assainissement des eaux dans les trois bourgs[réf. nécessaire]. Le conseil municipal sera composé jusqu'en 2020 des trois conseils actuels, soit trente-quatre membres. Il y a dix adjoints.
Lors des élections municipales de mars 2020, la composition du conseil municipal retournera au « droit commun » des communes de 2 000 habitants, soit 25 membres, dont 5 adjoints.
De ce fait, la commune de Bellou-sur-Huisne a disparu au 1er janvier 2016 (charte de juin 2015) : la totalité des actes administratifs, le patrimoine et le personnel communal sont gérés par la commune nouvelle.

## Population et société

### Démographie
Bellou-sur-Huisne a compté jusqu'à 1 012 habitants en 1841.
| 1793 | 1800 | 1806 | 1821 | 1836 | 1841  | 1846 | 1851 | 1856 |
| ---- | ---- | ---- | ---- | ---- | ----- | ---- | ---- | ---- |
| 891  | 685  | 943  | 871  | 901  | 1 012 | 900  | 874  | 875  |

| 1861 | 1866 | 1872 | 1876 | 1881 | 1886 | 1891 | 1896 | 1901 |
| ---- | ---- | ---- | ---- | ---- | ---- | ---- | ---- | ---- |
| 907  | 857  | 845  | 781  | 800  | 774  | 709  | 704  | 757  |

| 1906 | 1911 | 1921 | 1926 | 1931 | 1936 | 1946 | 1954 | 1962 |
| ---- | ---- | ---- | ---- | ---- | ---- | ---- | ---- | ---- |
| 665  | 645  | 603  | 614  | 581  | 565  | 639  | 589  | 531  |

| 1968 | 1975 | 1982 | 1990 | 1999 | 2007 | 2011 | 2013 | - |
| ---- | ---- | ---- | ---- | ---- | ---- | ---- | ---- | - |
| 522  | 451  | 418  | 425  | 453  | 432  | 428  | 425  | - |

### Enseignement
Bellou-sur-Huisne est située dans l'académie de Caen.
Les élèves de Bellou sont rattachés au pôle scolaire de Rémalard.
L'enseignement en primaire et en secondaire est concentré jusqu'au collège Paul-Harel de Rémalard.

### Santé
Un médecin est installé à Bellou-sur-Huisne dans l'ancienne mairie.
Une pharmacie, un autre médecin, des ambulances, des cabinets d'infirmières, ainsi qu'un cabinet dentaire se trouvent à Rémalard en Perche.

### Activités et manifestations
Un comité des fêtes propose depuis plus de 30 ans des activités ludiques.
Une Association de défense du patrimoine « Bellou sur Huisne patrimoine » a été créée en 2005.
Un comité de jumelage entre le canton de Rémalard et Castle Cary et Ansford (Somerset), en Angleterre organise, depuis 20 ans, des échanges (scolaires, chorales, harmonies municipales, etc.).
Une bibliothèque municipale est située à Bellou.

## Économie

### Agriculture
L'élevage de bovins et la production laitière sont les principales activités dans ce secteur : les champs produisent du fourrage. Quelques vergers de pommiers à haute tige subsistent, pour un usage privé (cidre et calvados).

### Industrie, artisanat, commerce
L'activité commerciale et industrielle se concentre au pont de Rémalard : une importante usine de produits chimiques « Buhler Fontaine Conditionnement  »(BFC), classée SEVESO II, qui conditionne des produits ménagers en bombes aérosols, ainsi qu'un garage et une entreprise de produits pour le bâtiment.
La commune ne possède qu'un autre commerce (un café-restaurant) en milieu de bourg. Quelques artisans ont leur siège à Bellou. Ce qui a pu faire surnommer Bellou « une banlieue de Rémalard ».

## Culture locale et patrimoine

### Lieux et monuments
- Si vous ne connaissez pas le sujet, laissez ce bandeau (vous pouvez alors contacter les auteurs).
- Si vous supprimez le contenu mis en cause (vous pouvez préalablement contacter les auteurs),

argumentez précisément cette suppression dans la page de discussion
(un manque de référence n'est pas un argument ; une recherche réelle de référence doit avoir été effectuée, être formellement documentée).

#### L'église Saint-Paterne

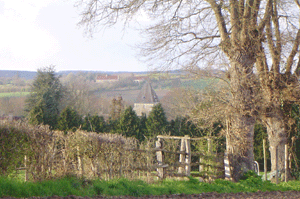
Le clocher de l'église Saint-Paterne vu du chemin de la Rosière.

##### Présentation
C'est une église romane des XIe et XIIe siècles. Ses ogives (chapelle Saint-Joseph) attestent un style en transition avec le gothique. Le plan est en croix latine inachevée : la chapelle de la Vierge a été rajoutée en 1854, pour la symétrie. Les matériaux utilisés viennent de Bellou ou des environs : tuffeau blanc, probablement de la carrière de la Mansonnière, très proche, et grison du pays, peut être de la carrière de Saint-Jean-de-la-Forêt ou du Heaume. La tour-clocher en pierre atteste de la richesse du pays.
L'église est localisée sur la route royale de Paris au Mans, Angers et Nantes avant le percement de la nouvelle route de Bellême vers 1870.
Ses dimensions sont : longueur : 23,50 m, largeur nef : 7,40 m, largeur croisée : 17,40 m, hauteur à la voûte : 10 m.

##### Les transformations

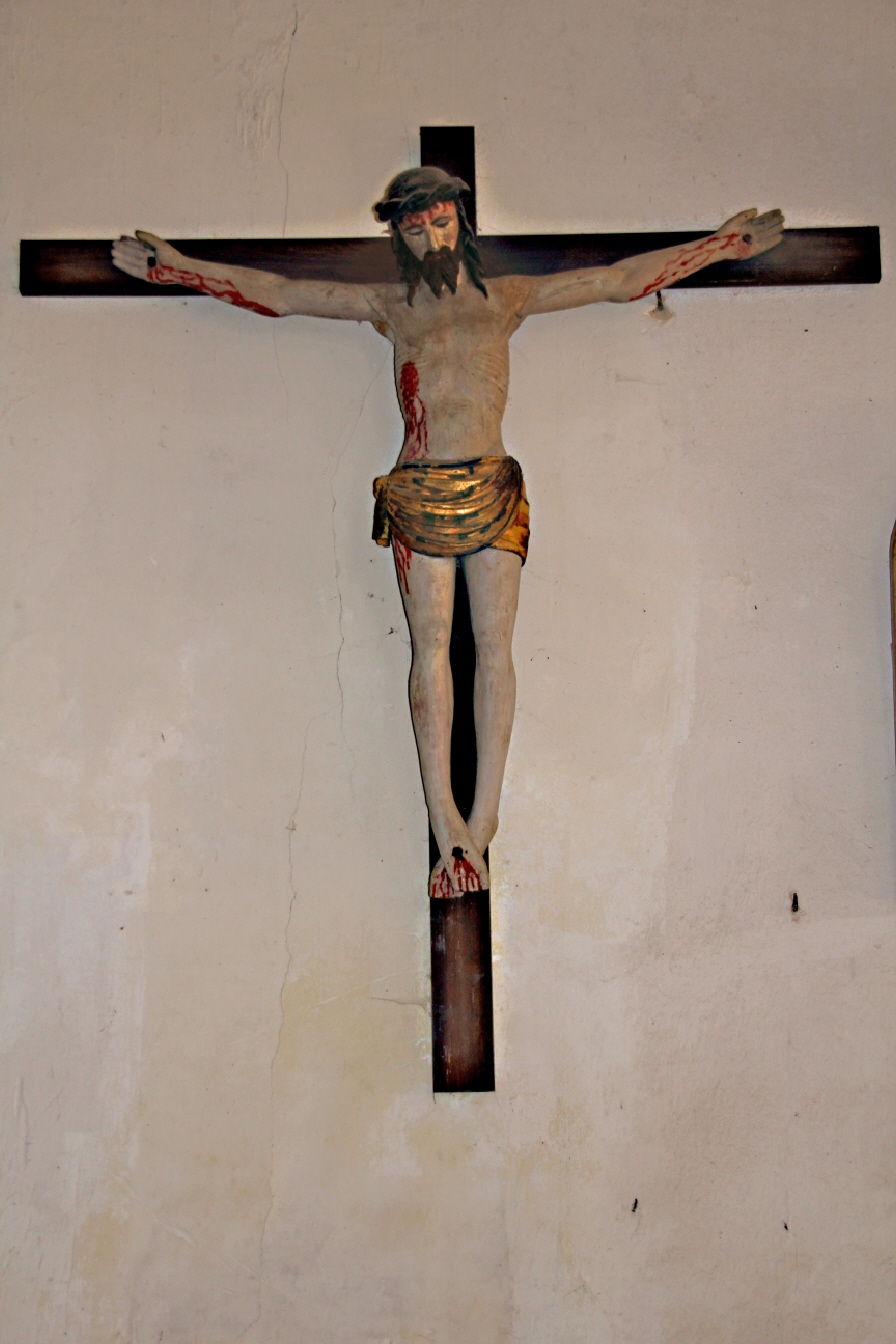
Christ en croix.

Au XVIe siècle, les fenêtres de l’abside furent ouvertes, mais cachées en 1709 par l’installation du retable et du tabernacle tous deux baroques.
Le retable baroque est en bois peint (1709) à ailes à six colonnes, fronton cintré avec gloire, guirlandes et corbeilles de fleurs, orné de deux statues (saint Martin et saint Paterne) en bois taillé et peint. Le tabernacle est en bois, également de 1709. 
Ses deux peintures, de la même date, symbolisent le Sacré Cœur (culte de sainte Marguerite-Marie Alacoque), et le grand christ en croix, en bois taillé et peint XVIIe, sont inscrits à l’inventaire supplémentaire des monuments historiques. 
On peut noter le bel ensemble de bancs clos d’époque Louis XV.
Une vague de transformations eut lieu dans les années 1850. Cette époque de renouveau religieux est marquée par le culte de l’Immaculée conception et les apparitions (Notre-Dame de la Salette en 1846, et Bernadette Soubirous en 1858)
On a construit la chapelle de la Vierge en1854 ; en 1853, on a élargi des fenêtres de la nef pour permettre l'installation ultérieure des quatre vitraux de la nef, probablement en 1874. Les deux vitraux des chapelles (atelier du Carmel du Mans, Hucher père et fils) sont sans doute ultérieurs : entre 1880 et 1890. (Voir plus bas le ch. "Vitraux".)
Enfin, une sacristie est construite en 1853, en lieu et place d’une absidiole, dont on voit les traces à l’extérieur.
La dernière série de modifications a été effectuée dans les années 1875, soit après la guerre de 1870, qui a entraîné un renouveau du culte du Sacré Cœur).
La fabrique (paroisse) décida de faire procéder à la « romanisation » de l’édifice, avec l’aide de l’archiviste de la cathédrale de Sées.
Des fonts baptismaux, datés de 1878, furent donnés par le Dr François Martin.
Les travaux mentionnés lors de la bénédiction de 1880concernent : le Maître autel, le chevet, la façade occidentale, percée d’un large porche, et l’entrée nord, murée ; la mise en place des fonts baptismaux (1878) ; les modillons et autres sculptures, ainsi que le chemin de croix, cité dans cette bénédiction ; le cadran solaire.
Lors de la bénédiction de 1883, les travaux concernaient le transept sud, les deux côtés de la nef (les fenêtres sont entourées de colonnes), et deux statues de pierre blanche sont disposées dans la chapelle de la Vierge (sainte Anne et Notre-Dame des Champs, œuvres d'Achille de Beaumont).
Entre-temps, de nombreuses sculptures sur bois (autels) et peintures ont été réalisées par de « nobles mains ». Une copie de la Vierge à la grappe, de Pierre Mignard (original au Louvre), exécutée par un artiste parisien, est installée dans la chapelle de la Vierge (toile restaurée en 2008).

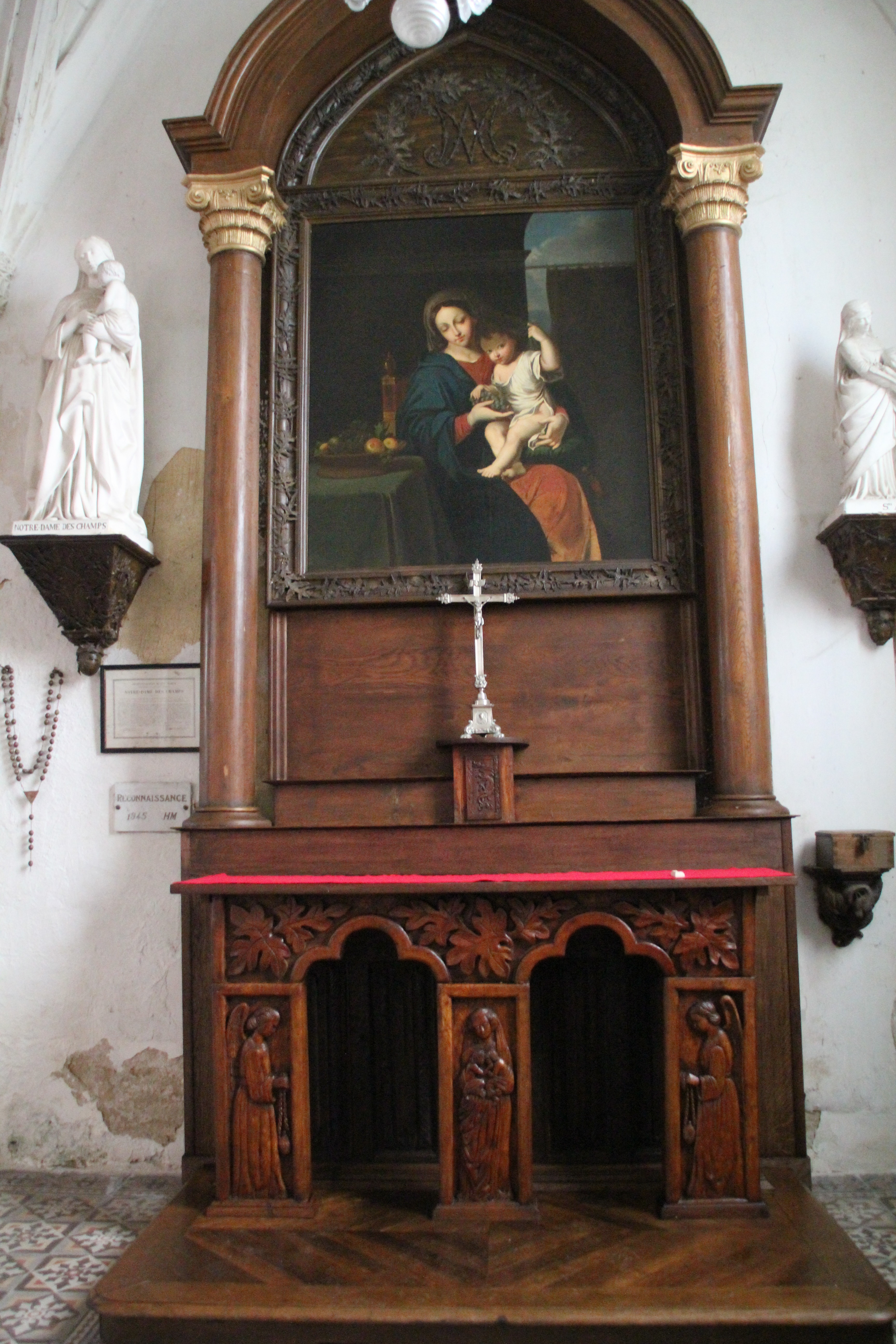
Eglise St Paterne Bellou-sur-Huisne (Orne)autel de la Vierge (vers 1880)

Les trois cloches sont installées en 1896, après de nombreuses vicissitudes (Voir section ci-dessous).

##### Les vitraux

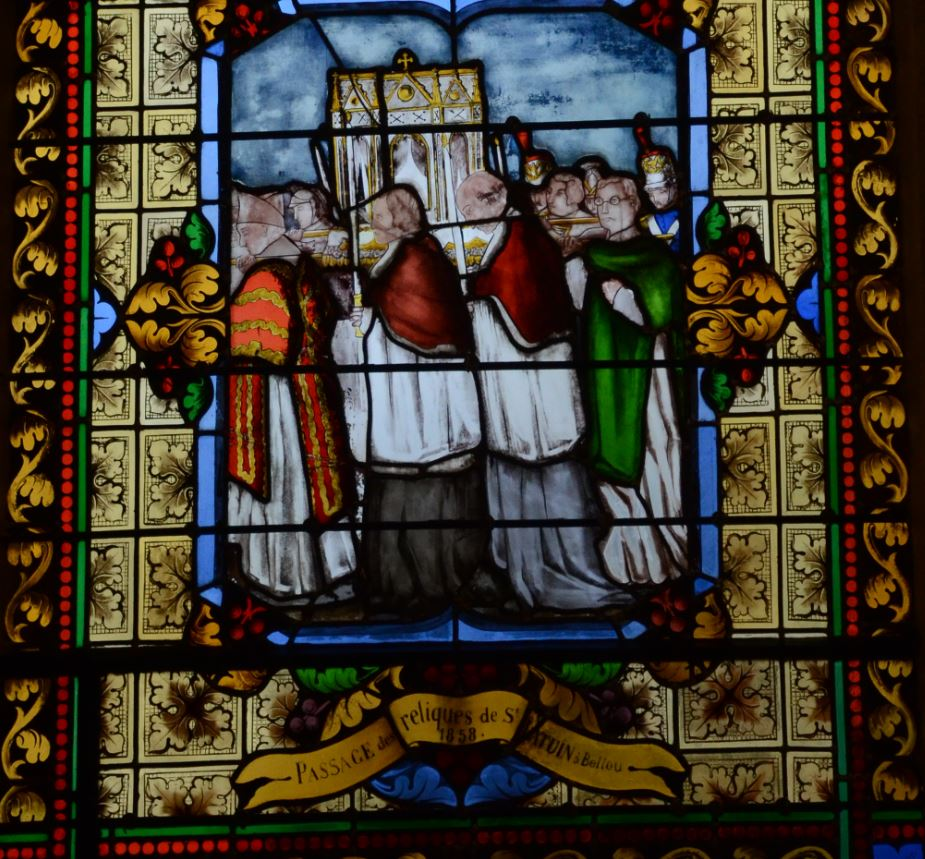
Translation reliques St Latuin Bellou sur Huisne (Orne) en 1858 (vitrail 1874)

Les quatre vitraux de la nef datent de 1874 (l'un est daté). Ils ont été réalisés par l’atelier Ledien-Bazire, installé à Argentan de 1856 à 1915.
Les frères Ledien, instituteurs déçus par leur métier, décident vers la quarantaine, après une formation de dessin à Paris, de créer une fabrique de vitraux à Argentan. Après une rapide formation technique dans un atelier parisien, ils produisent leur première verrière en 1856, puis divers vitraux pour des églises en Irlande. L’entreprise étend ses activités : vitraux à Autun, à nouveau en Irlande, à Pittsburgh, etc. L’atelier est transféré à Caen. L’affaire est cédée en 1885 à M. Bazire, qui cesse la production en 1915.
Les sujets des vitraux sont les saints « percherons », sujet rare en vitrail. Ces vitraux sont inscrits à l'inventaire supplémentaire des Monuments historiques. 
Ils ont été restaurés en octobre 2012, par La maison du vitrail à Paris, à l'initiative et grâce à l'action financière de l'association Bellou-sur-Huisne Patrimoine. 
Dans chaque chapelle, un vitrail reprend la thématique percheronne des frères Ledien. L'un est marqué « Fabrique du Carmel du Mans, Hucher ». Ils datent des années 1880-1890 et sont également inscrits à l'inventaire des Monuments historiques.
Les vitraux de l'église de Bellou ont été réalisés par le fils de Eugène Hucher, Ferdinand, entre 1880 et 1890 (c'est la signature classique de cette époque). Ils portent la mention « Fabrique Carmel du Mans ». 
Les Carmélites ont vendu leur atelier en 1873, mais la mention « Carmel du Mans » est restée une référence, jusqu'à la fermeture de l'atelier en 1903. Les carmélites recevaient de nombreuses commandes du département de la Sarthe, de la Mayenne et de la Bretagne, dès 1854. A cette date,  elles ont réalisé leurs premiers vitraux pour l’église de Laigné-en-Belin.
La structure de production mise en place par les carmélites était particulièrement bien pensée. Selon Karine Bergeot, Le Mans : « L’abbé Lottin, ancien professeur d’écriture sainte au grand séminaire, ancien secrétaire de l’évêché et aumônier du Carmel, assumait la rédaction des programmes iconographiques. »
On peut suivre le détail des restaurations dans le paragraphe sur l'activité associative : Bellou-sur-Huisne Patrimoine.
Dans le chœur, deux vitraux viennent de l’atelier Amédée Bergès, de Toulouse (vers 1880). Ils sont placés dans des niches percées  ; elles ont probablement abrité des statues de saints à l'époque baroque. 
L'atelier Amédée Bergès père et fils, peintres-verriers, a été actif de 1857 à 1921. Originaire de Toulouse, il a surtout travaillé dans d'autres régions de France. À Toulouse, l'atelier Gesta remportait la majorité des chantiers locaux et régionaux ; il disait avoir œuvré pour 8000 églises environ ! Bergès a donc travaillé en Bourgogne, en Bretagne, dans les Alpes de Haute-Provence et en Isère, ainsi qu'en région parisienne. Il a également dessiné des statues religieuses et de l'orfèvrerie.
Dans le chœur, on voit un vitrail moderne, représentant saint Paterne entouré d'une représentation imaginée de la cathédrale Saint-André d'Avranches et d'une vue du mont Saint-Michel (atelier Lorin à Chartres, 1958) ; il remplace probablement un vitrail plus ancien (datant de 1880) sur le même sujet.

##### Les cloches

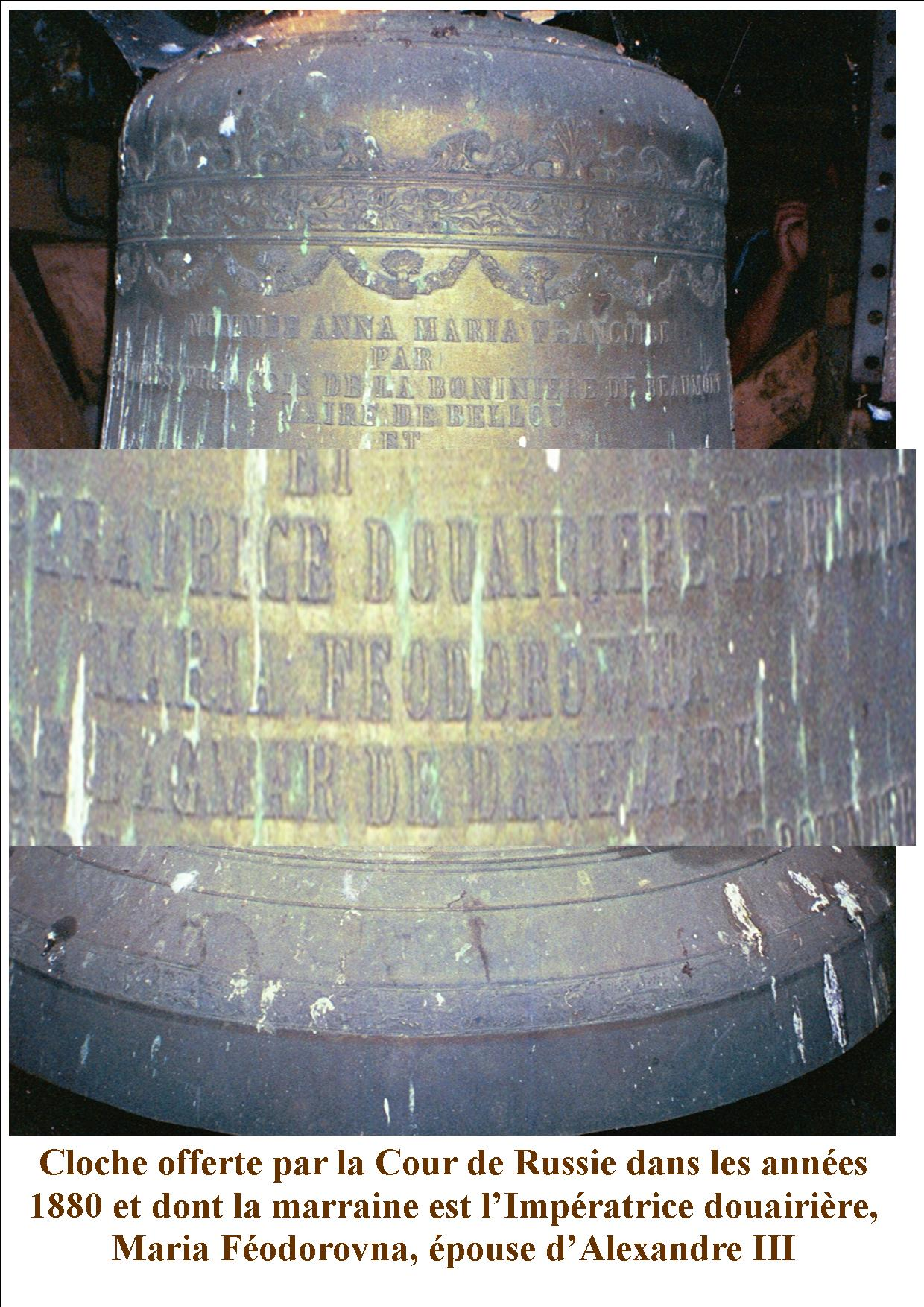

Les trois cloches actuelles ont été installées en 1896, à la place d’une cloche unique (et fêlée) de 1840.
Elles font respectivement :
- 0,95 m de diamètre, 534 kg, note sol ;
- 0,85 m, 385 kg, note la ;
- 0,77 m, 283 kg, note si.

Elles sont issues de la fonderie Cornille-Havard (Bergamo), à Villedieu-les-Poêles (Manche), qui existe toujours.
Dans le cadre de l’alliance franco-russe, l’impératrice douairière de Russie Maria Feodorovna, veuve d’Alexandre III (décédé en 1894) et mère de Nicolas II, a accepté d'être la marraine de la cloche principale. Elle était née Dagmar de Schleswig-Holstein, princesse de Danemark.

##### Les modillons

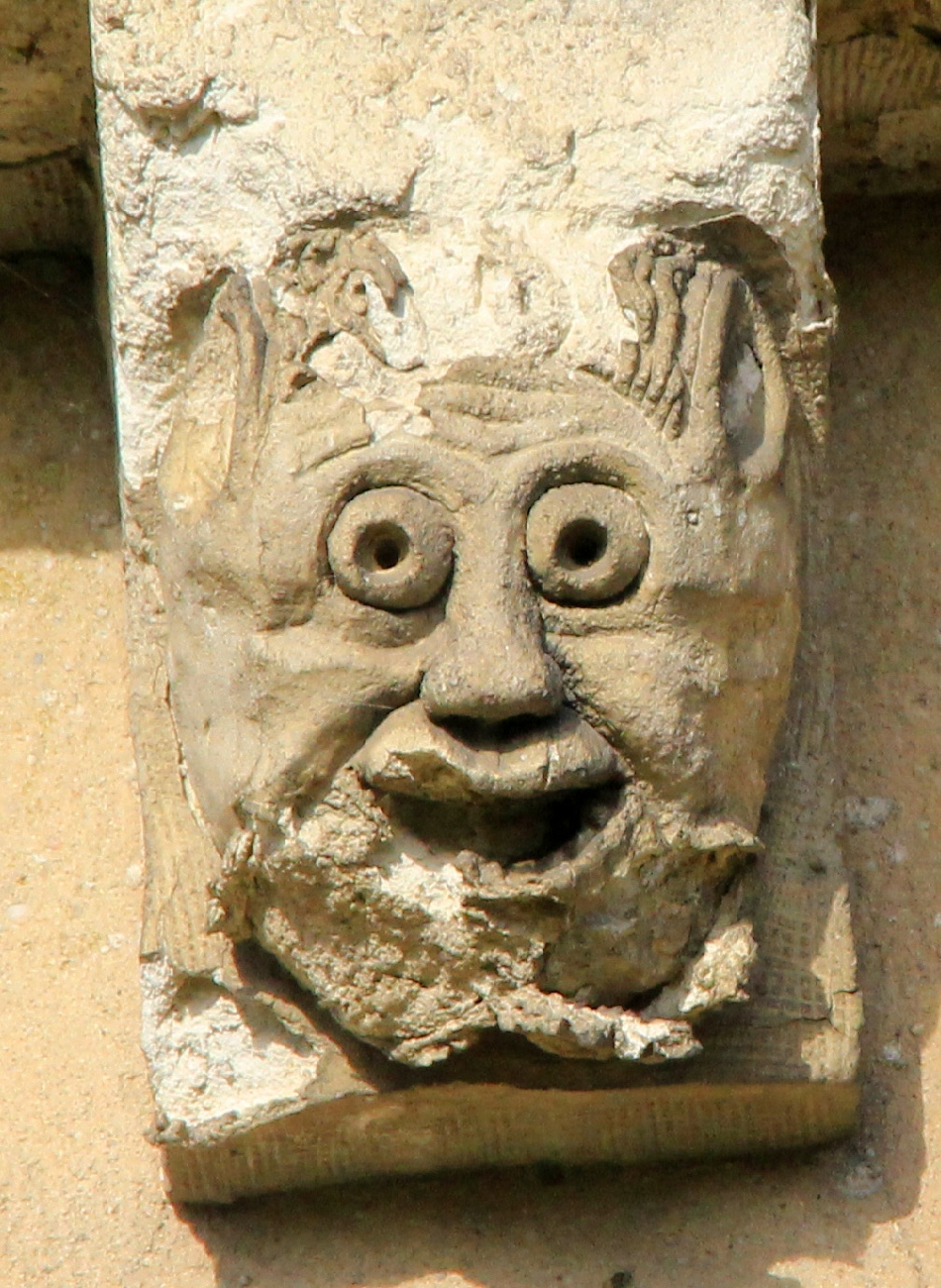
Modillon roman, fin XIXe siècle.

L’entablement de l’église est une corniche saillante, formée d’un tore, d’un cavet et d’un chanfrein, reposant sur des corbeaux, destinés à supporter une charge. 
Les éléments les plus caractéristiques sont les quatre-vingt-deux modillons qui ornent les différentes faces de l’édifice ; ils représentent l’histoire du christianisme, les péchés des hommes, la rédemption, les litanies de la Vierge, et les symboles de l’Église.

##### Les bannières

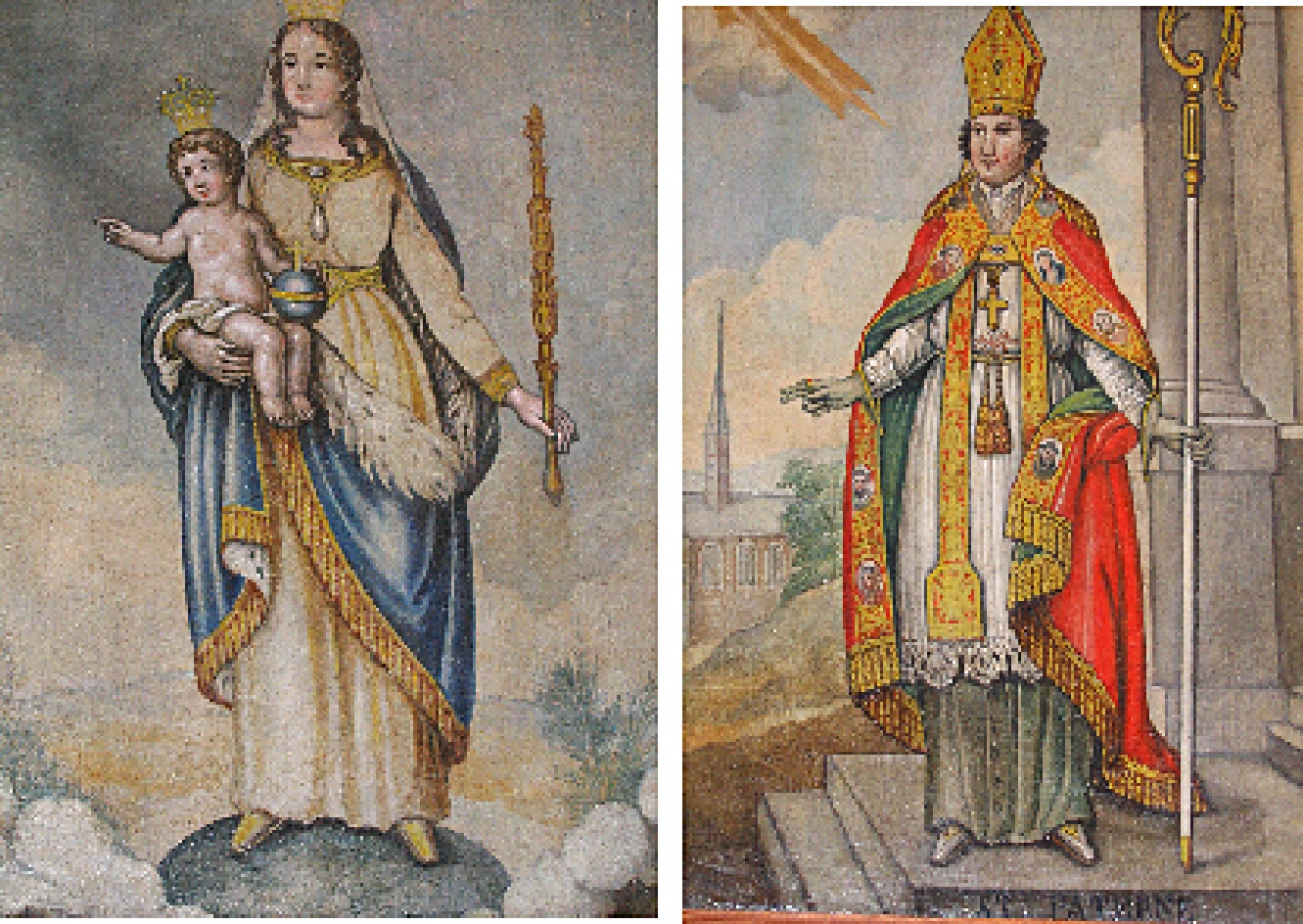
Bannière de procession.

L'église de Bellou possède trois bannières de procession
Non exposées, deux sont du XIXe siècle, à double face, en coton brodé enrichi en fil de laiton ; les détails (visages, mains, etc.) sont sur carton peint.
Une bannière double face a été découverte dans la sacristie en 2007 (inscrite depuis ISMH). Elle semble d'époque baroque par ses sujets (Vierge en majesté en costume du XVIIe, saint Paterne de facture archaïque). L'analyse technique faite lors de la restauration plaide pour une facture fin XVIIIe siècle. Elle est exposée dans l'église.

##### Les statues

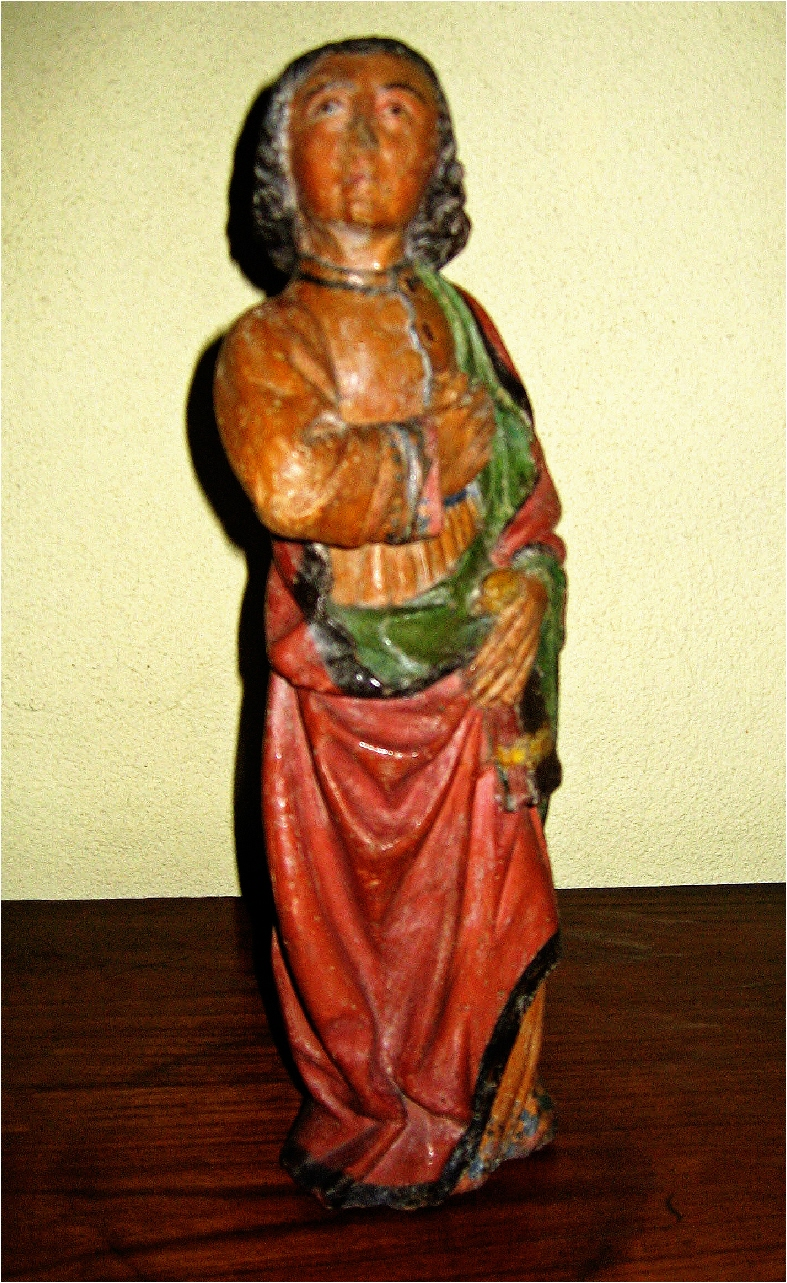
Saint Jean l'Évangéliste.

De nombreuses statues d'intérêt variable sont visibles sur les murs de l'église :
les statues de plâtre de sainte Barbe, saint Joseph, Jeanne d'Arc, Sacré-Cœur, Vierge, sainte Thérèse de Lisieux sont de purs produits saint sulpiciens de la fin du XIXe siècle ; elles viennent de l'atelier parisien Froc-Robert, mouleur sur plâtre, qui avait également un atelier à Beauvais. Leur diffusion se faisait par catalogues, via des représentants locaux.
D'autres statues sont la production d'artistes locaux (famille de Beaumont) : une sainte Anne et une Notre Dame, en pierre blanche, de belle allure.
Enfin, une statue de saint Jean l'Évangéliste, en bois peint (inscrite ISMH), fin XVIe, n'est pas exposée.

##### Œuvres diverses

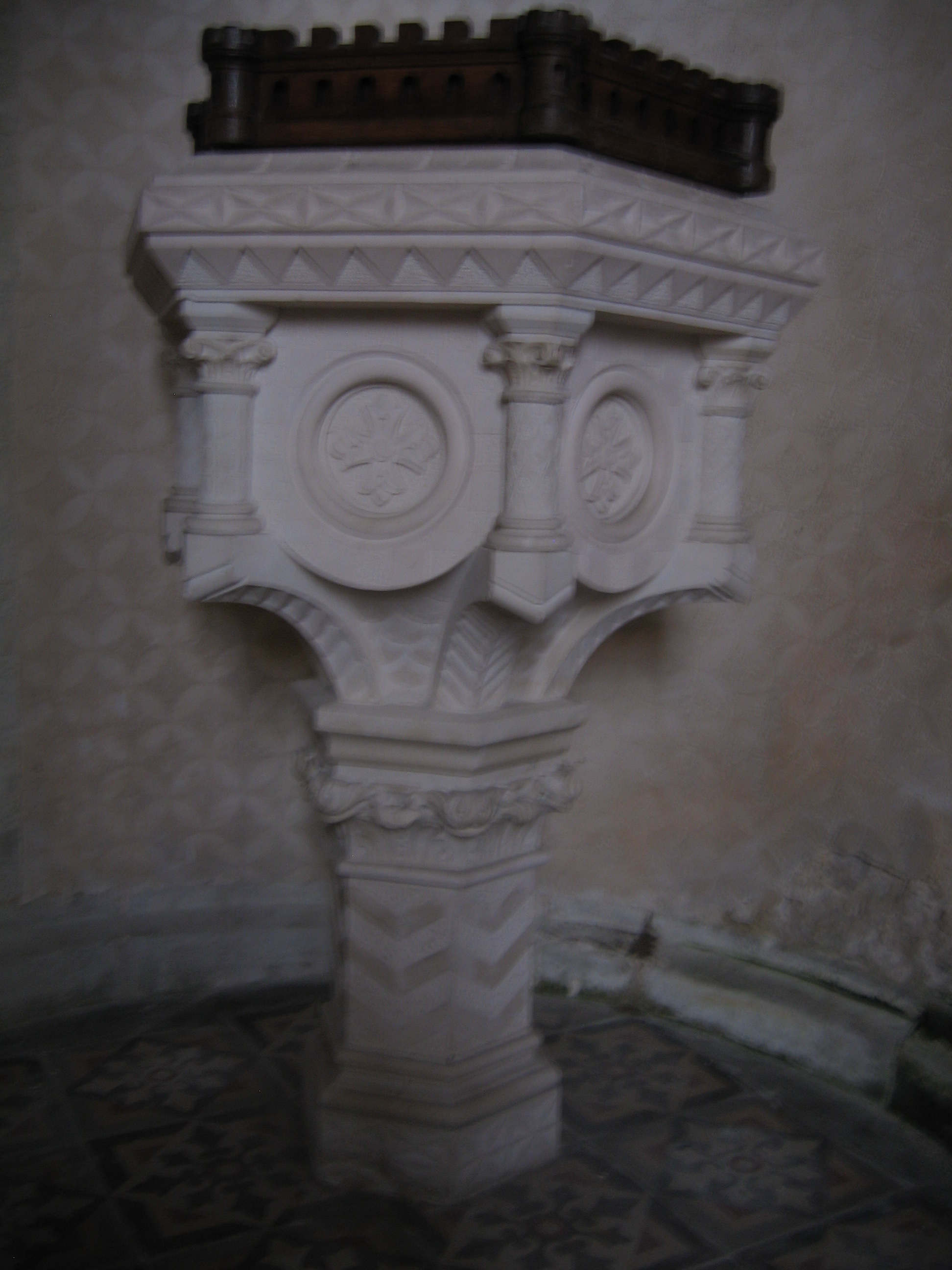
Fonts baptismaux église St Paterne Bellou-sur-Huisne(Orne) 1878

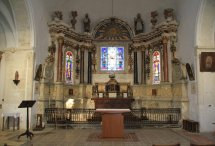

###### Peintures
La Cène et la Pentecôte, peinture en demi-lune, est au-dessus de la porte de la sacristie, ainsi que L’Annonciation, signée Anna de Beaumont, 1893. Toutes ces œuvres ont été restaurées par Mme Annie Legrand (atelier à Neuilly-sur-Eure, Orne).

###### Sculptures sur bois
Le maître-autel, magnifiquement sculpté, comporte sur le côté gauche le monogramme « F » pour François de Beaumont. 
Au-dessus, la porte du tabernacle est signée et datée de 1881.
L’autel de la chapelle de la Vierge a retrouvé, en 2011, son emplacement d’origine, pour reconstituer un bel ensemble XIXe. Le nouvel autel principal est une création de M. Botz, menuisier à Rémalard. Il s'est inspiré d'un autel de la basilique Notre-Dame d'Alençon, œuvre de M. Raymond Xavier-Beauvais.
Le devant d'autel en bronze est l'oeuvre de Marc Antoine Orellana, fondu par l'atelier Cornille-Havard de Villedieu les Poêles (Manche) ; le motif est la calligraphie d'un texte sur l'Eucharistie, extrait d'une encyclique du pape François.

###### Sculptures sur pierre
Les statues de Notre-Dame des Champs et de sainte Anne encadrent la reproduction fin XIXe d’une Vierge à la grappe, de Mignard, par un artiste parisien. Elles sont signées Achille de Beaumont, sur le socle.
L’ensemble des sculptures intérieures et extérieures de l'église, certainement conçu par François de Beaumont et le curé de l'époque, A. L'Héréteyre, s’inspirerait de l’église romane d’Autheuil.

##### Les fonts baptismaux
Les fonts baptismaux de l’église St Paterne ont été commandés par la Fabrique à M. Moisseron, sculpteur à Angers. Ils ont été réalisés en 1878, en pierre calcaire du Poitou, renommée pour la finesse de son grain, et inaugurés la même année. 
Le sculpteur, très connu en Anjou, a réalisé, entre autres, le tombeau monumental du général de Lamoricière pour la cathédrale de Nantes. Il a réalisé plusieurs monuments aux morts (guerre de 1870) et tombeaux dans toute la région, et a œuvré pendant toute la seconde moitié du XIXè s.
La réalisation de Bellou était donc pour le sculpteur une « petite » commande : les fonts de l’église St Germain de Rémalard semblent être de la même origine (même époque de commande, même style).
Le monument fait 1,10m de haut et 70 cm de diamètre. Une cuve hexagonale divisée en deux est soutenue par un pied également hexagonal ; le tout est sculpté de motifs géométriques « romans » et enrichi de colonnettes avec chapiteaux.
Le curé d’alors, Alphonse L’Héreteyre, est chargé par la Fabrique des négociations financières avec le Dr Martin. Ce généreux donateur financera les fonts à l’occasion du 30e anniversaire de son propre baptême, en juin 1878.

##### Les monuments aux morts
Les monuments aux morts sont réellement apparus avec la Grande Guerre : auparavant (guerre de 1870), faute de moyens d'identification des combattants, il y en eut peu, juste quelques « carrés » dans les cimetières.
Un monument aux morts de la Grande Guerre, simple plaque de marbre gris, est visible sur le mur gauche, dans la nef de l'église. Il porte, en haut, la mention « A nos soldats morts pour Dieu et pour la France 1914-1918 » et, en bas, sous la liste des vingt-et-un défunts, « Honneur, gloire et paix ». 
Un autre monument aux morts de la Grande guerre est situé rue de l'Huisne, entre l'église et la mairie : la liste des défunts est la même. Il porte, en haut, la mention « La commune de Bellou sur Huisne reconnaissante à ses enfants morts pour la France ». Une petite plaque a été ajoutée en bas pour les quatre défunts de la Seconde Guerre mondiale et le défunt de la guerre d'Algérie (1960). 
Enfin, le cimetière (déplacé à son emplacement actuel après 1870) contient un troisième monument commémoratif.
Dans de nombreuses communes, le monument situé dans l'église avait été commandé par la paroisse ; il pouvait, dès lors, ne comprendre que le nom des soldats baptisés dans la paroisse. Commune et paroisse étant souvent en conflit à cette période, il a pu y avoir des omissions sur l'un ou l'autre des monuments de la même commune. En effet, les années qui suivent la fin de la guerre sont celles de la dévolution des biens des églises et de la parution de textes complémentaires à la loi de séparation de 1905. D'où des différences, parfois, sur des listes de morts au combat, laïques ou baptisés.

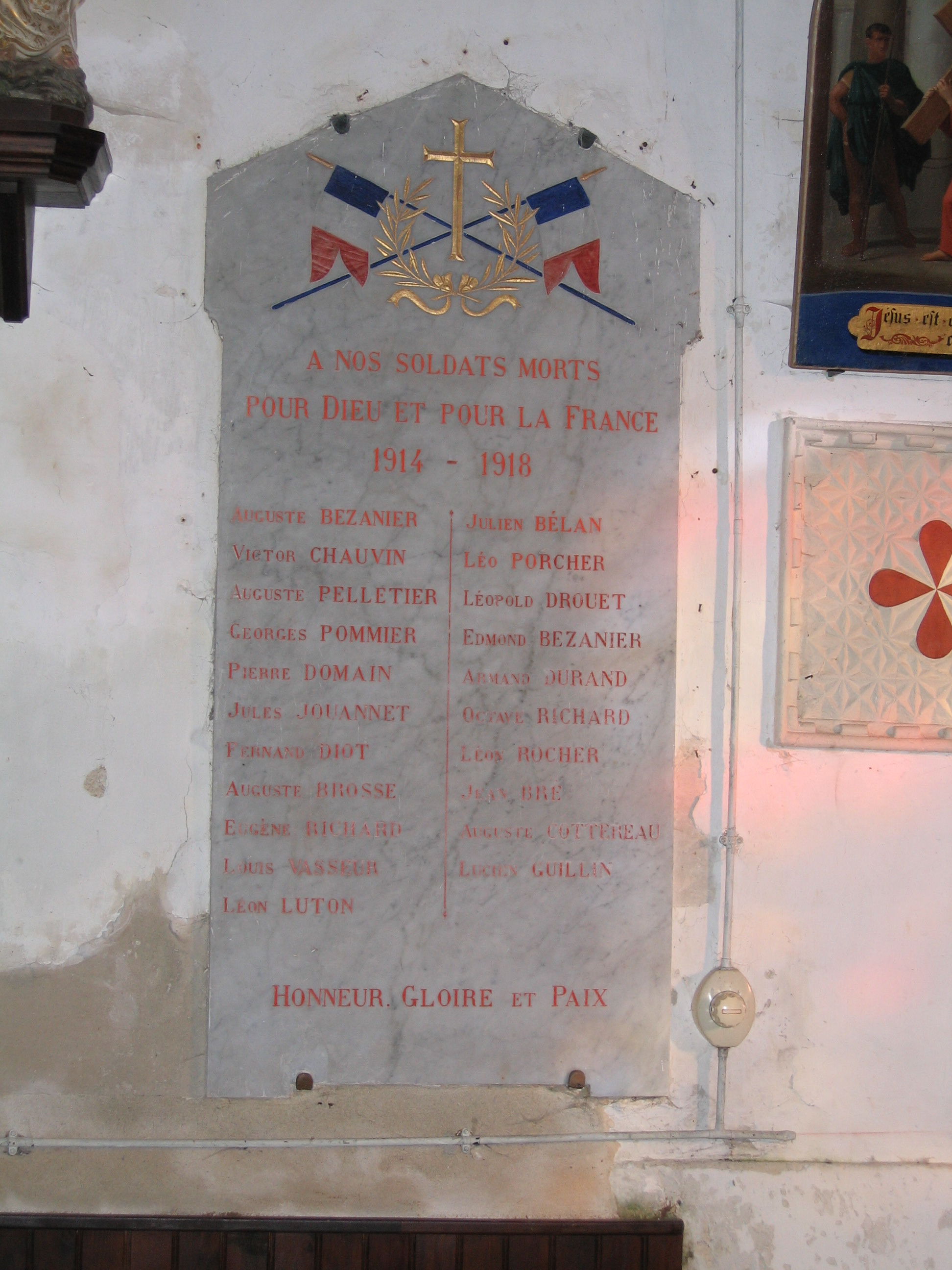
Monument aux morts paroissial.
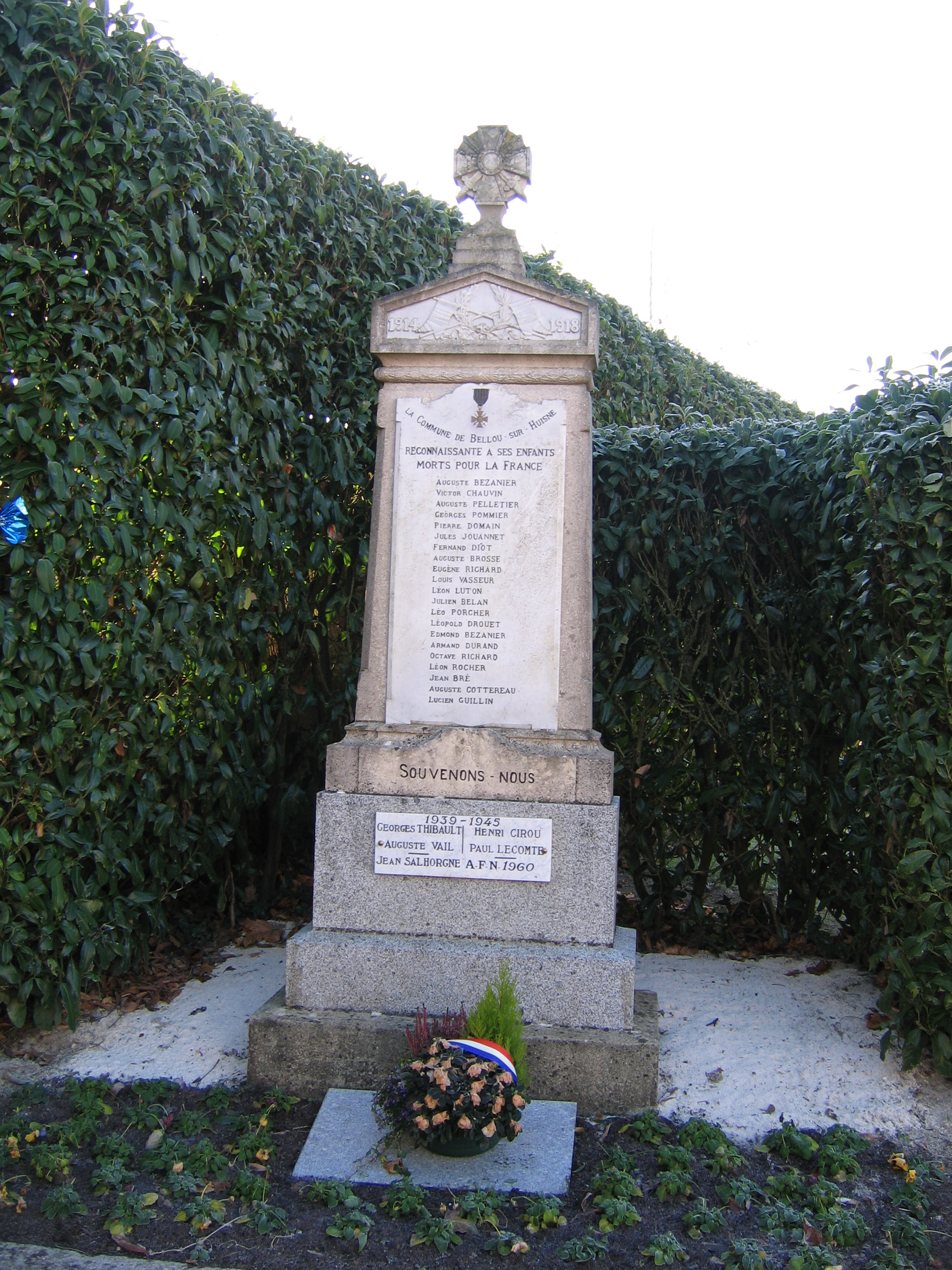
Le monument aux morts communal.

#### Le patrimoine historique
Il reste de ce passé, outre l'église romane Saint-Paterne, quelques belles fermes anciennes (ferme de Méhéry), ainsi que des bornes royales de la fin du XVIIIe siècle en grès, qui subsistent sur la route de Saint-Paterne. 

##### Les bornes royales
Ces bornes ne sont ni classées, ni inscrites au titre des monuments historiques. 
Elles jalonnaient l'ancienne route royale, au départ de Notre-Dame de Paris toutes les demi-lieues ou 1 000 toises, soit environ 1 825 m. Cette route est  dénommée, suivant les documents : « de Chartres au Mans », ou « de Paris à Angers » ou « de Paris à Nantes ».
Georges Reverdy, ingénieur général de l’Équipement et historien des routes, écrit :

« L'ancienne route de Chartres au Mans a conservé un ensemble exceptionnel de bornes royales, qu'il serait nécessaire de mettre en valeur : signalisation appropriée, informations sur l'origine et l'histoire de cette route, et qui pourraient faire l'objet de panneaux explicatifs à proximité des aires de stationnement disponibles »

Depuis, un important travail a été réalisé afin de replacer les bornes existantes à leur emplacement d'origine, réparer celles qui ont été cassées, et reconstituer celles qui ont disparu. Des panneaux pédagogiques ont été installés (Bellou et Rémalard).
Les bornes royales à fleur de lys de la route entre Moutiers-au-Perche et Bellême (vers 1770) portent un numéro  qui indique le nombre de milliers de toises.
Voici les emplacements « reconstitués » :
- 67 et 68 : route du Libérot, Moûtiers au XIXe siècle ;
- 69 : sur la route du Libérot ;
- 70 : vers le château de Voré : disparue.(Rémalard) ;
- 71 : déplacée et rapprochée à l’entrée de Rémalard.(carrefour route de Longny) ;
- 72 : déplacée à Condé-sur-Huisne (borne de limite départementale avec l’Eure-et-Loir).(Rémalard) ;
- 73 : disparue, localisée à Rémalard place du Général-de-Gaulle ou place des Ponts.(Rémalard) ;
- 74 : Bellou-sur-Huisne : sortie du bourg en direction de Bellême : elle devrait être refaite à neuf, c'est en attente ;
- 75 : Bellou-sur-Huisne : la souche est à son emplacement d’origine, le fût était déposé chez un particulier à Bellou ; reconstituée, elle a été remise à son emplacement d'origine en août 2014 ;
- 76 : Bellou-sur-Huisne : route de Bellême : en bon état, elle était déplacée chez un particulier à Rémalard et a été remise en place ;
- 77 à 81 : de Colonard à Bellême : déplacées sur le côté droit de la route, les distances entre les bornes semblent respectées. Remises en place sur le côté gauche, y compris la borne 77, à gauche sur l'ancienne route, maintenant délaissée ;
- 82 : enchâssée dans le mur de soutènement de la place du Paty-Vert, à Bellême.

#### Carrière et grotte de la Mansonnière

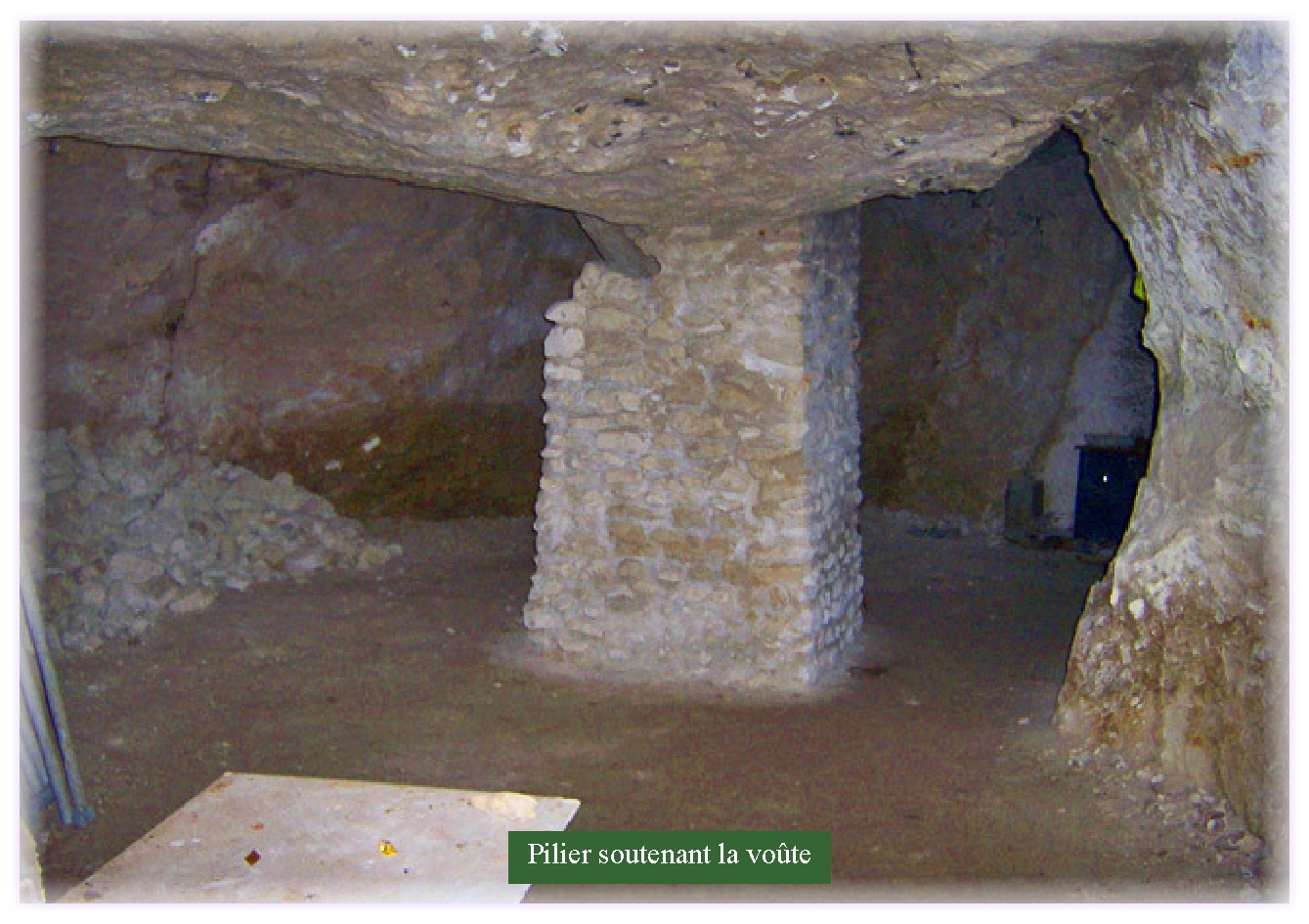

Cette carrière souterraine de tuffeau blanc existe probablement depuis l'époque romane. Des pierres taillées ont servi à construire, entre autres bâtiments, l'église romane de Bellou. Après la fin de l'exploitation au début du XIXe siècle, la carrière a servi de guinguette, buvette, bal populaire dans les années 1930, avant d'être transformée en champignonnière (1951-1960).
La grotte de la Mansonnière (en) est aussi un site karstique exceptionnel. Elle comporte plus d'un kilomètre de boyaux explorés (sur 3 km repérés), taillés dans l'épaisseur de craie de Rouen du Bassin parisien (Cénomanien moyen). La Mansonnière est un témoin unique au monde, par son étendue, des premières phases de creusement d'un réseau karstique (primokarst). Ici, l'eau n'a pas formé de rivière souterraine, ce qui a permis la conservation du karst. 
Son étude permet d'affiner la compréhension du cycle de l'eau, et ainsi d'améliorer les mesures d'exploitation et de protection des ressources hydrauliques. Le site est étudié par l'association Centre normand d'étude du karst et des cavités souterraine (CNEK),, laboratoire du CNRS à l'université de Caen : sa notoriété attire de nombreux chercheurs étrangers.
Le site a été classé Natura 2000 en 2003 pour la présence d'importantes colonies de chauves-souris : barbastelles communes (Barbastella barbastellus), grands murins (Myotis myotis), grands rhinolophes (Rhinolophus ferrum-equinum), vespertilions à oreilles échancrées (Myotis emarginatus), vespertilions de Bechstein (Myotis bechsteini).
Le site appartient à la commune de Bellou, mais la gestion a été partagée avec le conseil départemental de l'Orne et le parc naturel régional du Perche. Des visites guidées sont organisées chaque dernier week-end de septembre.

#### La ferme de Méhery
C'est un ensemble à hauts toits de tuile, situé sur la route de Saint-Maurice-sur-Huisne, avec un pigeonnier derrière la ferme. Propriété privée, il ne se visite pas.

#### Le château de Viantais
Il se trouvait sur la route de Viantais, qui relie la route de Saint-Paterne à la route départementale allant du Haut Chêne à Verrières. Ce château disparut dans un incendie en 1927. Il n'en reste que quelques fondations. C'est une propriété privée.
L'atlas de Trudaine (1747) porte mention de l'« allée du château de Vientès », qui débouche sur la route royale à hauteur des Marres.
L'ancien château de Viantais, avec ses pavillons et ses fossés, était, semble-t-il, assez remarquable. Le 31 juillet 1815, après la défaite napoléonienne, les armées prussiennes présentes dans l'Orne, pillèrent complètement le château. Ensuite, le lieu fut certainement abandonné, et vendu en 1820 à Ange Dutemple de Beaujeu, qui pensait y trouver un trésor : il démolit le vieux château et combla les fossés.
La maison fut reconstruite au XIXe siècle, sans caractère architectural particulier : un plan rectangulaire, une belle toiture et un fronton triangulaire, dans le goût de l'époque. Il fut acheté en 1838 par la famille Bonnin de La Bonninière de Beaumont. Il sera à nouveau dévasté par les Prussiens lors de la guerre de 1870.
Ce qui caractérisait Viantais, c'était son site, dominant un vallon verdoyant, des étangs et des bois. Il est noté dans « Le Perche pittoresque » (ed. du Syndicat d'initiative du Perche, à Nogent le R., 1923) que les terrasses étaient connues pour leurs camélias arborescents en pleine terre.
Quelques cartes postales sont visibles aux archives départementales d'Alençon et deux photos anciennes sont visibles sur le site du ministère de la Culture.

#### Les moulins
Située sur le « circuit de la vallée des moulins » et traversée par la rivière Huisne, la commune comporte plusieurs anciens moulins à eau, dont l'Ancien Moulin, le Moulin à Papier, le Moulin Couillin, le Moulin Neuf, le Moulin des Vives Eaux. Ils sont actuellement propriétés privées. Ces moulins sont les vestiges d'une industrialisation ancienne du Perche : moulins à farine, à tan, à foulon, à papier, se succédaient en utilisant au mieux chutes d'eau ou force du courant. Il est noté un moulin à papier fonctionnant à Bellou vers 1800.

#### La gare de Bellou-Rémalard
Construite lors de la mise en service de la voie ferrée Alençon - Condé-sur-Huisne vers 1870, qui fut transformée en voie verte, la gare était propriété privée jusqu'en 2013, (usine BFC), et située dans son enceinte, au cœur de la zone Seveso. Elle a été rachetée et restaurée par la commune, puis transformée en restaurant (gestion privée) en 2022.

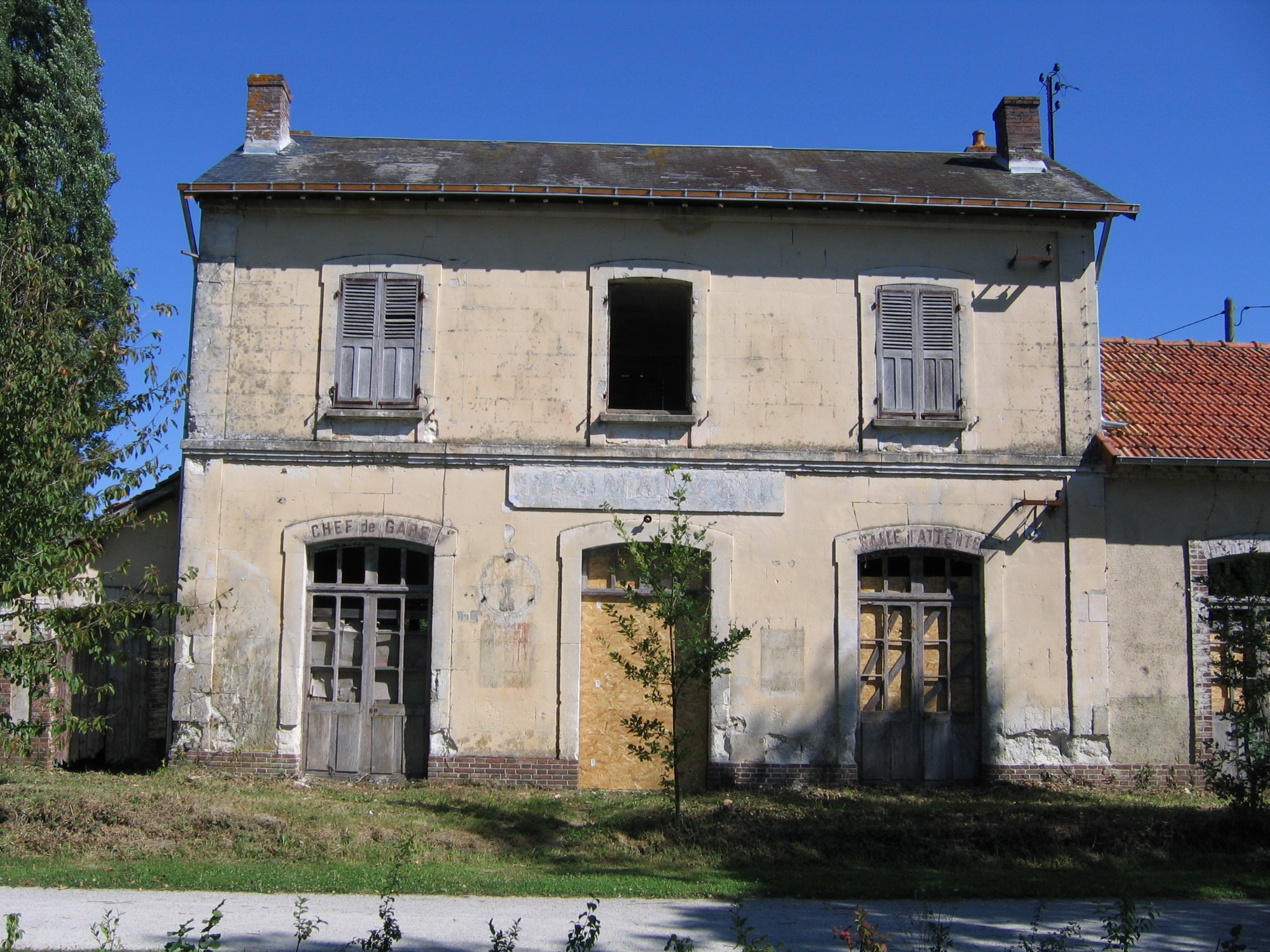
Gare de Bellou-sur-Huisne (11 août 2012).

#### La Coudorière
Vestiges d'une motte féodale dite la Coudorière.

### Tourisme
Bellou, commune rurale et industrielle, est aussi un lieu historique qui offre :
- la route royale ;
- l'église Saint-Paterne, qui a reçu en 15 ans, grâce aux cérémonies religieuses et aux animations (journées européennes du patrimoine), plus de 10000 visiteurs ;
- le site de la Mansonnière, qui est une ancienne carrière souterraine de pierre blanche, aujourd'hui, un refuge pour les chauves-souris et un exemple de site karstique, est suivi par une équipe du CNRS. On peut le visiter lors des Journées du Patrimoine, sur réservation auprès du parc naturel régional du Perche.

Sur le territoire de Bellou-sur-Huisne, il y a des routes et chemins de randonnées qui dominent les vallées, et par la voie verte ouverte réutilisant l'emprise de l'ancienne voie ferrée Condé-sur-Huisne - Alençon longeant l'église. 
Le bâtiment (en mauvais état) de l'ancienne gare de Bellou-Rémalard existe toujours (propriété communale).
À côté de la mairie, une salle de tennis communale, couverte, est utilisée par le tennis-club local.
Un ensemble communal regroupant camping, terrains de boule, jeux pour enfants, est situé en bordure de l'Huisne.
L'association Bellou-sur-Huisne Patrimoine est membre actif de l'office de tourisme Coeur du Perche, association loi 1901, qui est une émanation de la communauté de communes Cœur du Perche.

### Personnalités liées à la commune
- Famille Bonnin de La Bonninière de Beaumont

#### Site de l'Insee
1. 1 2  « Chiffres clés - Logement en 2011 à Bellou-sur-Huisne » (consulté le 14 décembre 2014).

#### Autres références
1. ↑  « Géoportail (IGN), couche « Limites administratives » activée ».
2. « Géoportail (IGN), couche « Limites administratives » activée ».
3. ↑  Albert Dauzat et Charles Rostaing, Dictionnaire étymologique des noms de lieux en France, Paris, Larousse, 1963.
4. 1 2  René Lepelley, Noms de lieux de Normandie et des îles Anglo-Normandes, Paris, Bonneton, octobre 1999, 223 p. (ISBN 2-86253-247-9), p. 17.
5. ↑  Ernest Nègre, Toponymie générale de la France, t. 1 : Formations préceltique, celtiques, romanes, Genève, 1998 (lire en ligne), p. 135.
6. 1 2  Réélection 2014 : « Bellou-sur-Huisne (61110) - Municipales 2014 », sur elections.ouest-france.fr, Ouest-France (consulté le 13 juin 2014).
7. ↑  « Communes nouvelles. Rémalard, Bellou-sur-Huisne et Dorceau fusionnent », sur ouest-france.fr, Ouest-France (consulté le 10 août 2015).
8. ↑  « Rémalard-en-Perche, prochaine commune nouvelle », sur ouest-france.fr, Ouest-France (consulté le 10 août 2015).
9. ↑  Des villages de Cassini aux communes d'aujourd'hui sur le site de l'École des hautes études en sciences sociales.
10. ↑  Fiches Insee - Populations légales de la commune pour les années 
20062007
2008
2009
2010
201120122013

.
11. ↑  Établissements "SEVESO II" Orne sur le site de la DRIRE de Basse-Normandie.
12. ↑  Bulletin Sté Historique et archéologique de l'Orne-T.5- A. L'Héréteyre-1886
13. ↑  Église de Bellou-sur-Huisne/ Travaux de Restauration/ Visite de Mgr l'évêque de Séez/ Dioc.de SEEZ éd.1883
14. ↑  Voir la page du cadran de l'église Saint-Paterne sur le site Cadrans solaires de Touraine et d'ailleurs.
15. ↑  Voir détails sur la page L’église Saint-Paterne de Bellou sur Huisne sur le site de l'Association Bellou sur Huisne patrimoine.
16. ↑  Voir l'atlas de Trudaine pour la généralité d'Alençon sur le site du Ministère de la Culture, Cote F/14/*8452.
17. ↑  D'après Guy Costil, exposition Journées du patrimoine, Bellou 2013
18. ↑  Centre Normand d'étude du Karst - Les grandes grottes de la craie
19. ↑  Centre Normand d'étude du Karst - le labyrinthe de la Mansonnière
20. ↑  « Natura 2000 : Fiche du site FR2502003 (CARRIERE DE LA MANSONNIERE) » (consulté le 14 janvier 2009).
21. ↑  Alain Corbin, Le monde retrouvé de Louis François Périgot, Flammarion, coll. « Champs histoire », 1998, 336 p..
22. ↑  Voir « Ministère de la culture - memoire ».
23. ↑  Voir : Coup d'œil sur l'industrie au Perche, Vicomte de Romanet, 1904.
24. ↑  Charles-Laurent Salch, Dictionnaire des châteaux et des fortifications du Moyen Âge en France, Strasbourg, Éditions Publitotal, 1987, 28e éd. (1re éd. 1979), 1304 p. (ISBN 2-86535-070-3, OCLC 1078727877), p. 136 (cf. Bellou-sur-Huisne).
25. ↑  « Bellou-sur-Huisne sur le site de l'Institut géographique national » (archive Wikiwix)